# アウグスト・クラウス
アウグスト・クラウス（August Friedrich Johann Kraus、1868年7月9日 - 1934年2月8日）は、ドイツの彫刻家である。

## 略歴
現ノルトライン＝ヴェストファーレン州のルーアオルト（Ruhrort）で御者の息子に生まれた。弟のフリッツ・クラウス（Fritz Kraus: 1874-1918)も彫刻家になったが第一次世界大戦で戦死した。アウグスト・クラウスはルーアオルトで育った後、1877年に家族とバーデン＝バーデンに移った。1882年にバーデン＝バーデンで石工の身習いになった。1883年に家族とストラスブールに移り、画家のヨハン・リーガー（Johann Rieger: 1655-1730）に学び、市立の工芸美術学校で1887年まで学んだ。1887年から1891年の間にはベルリンのプロイセン芸術アカデミーで学び、最後の学期は彫刻家のエルンスト・ヘルター（Ernst Herter: 1846-1917）に学んだ。その後、1898年まで修士学生として彫刻家のラインホルト・ベガス（1831-1911）のスタジオで学んだ。1898年に上海で台風により遭難したドイツ砲艦 SMS Iltisの記念碑を制作した。
1899年にスタジオを開き、1900年にプロイセン芸術アカデミーから5年間のローマ滞在の旅行奨学金を受賞した。1906年にベルリンに戻り、ベルリンでは、ベルリン分離派に参加し、1911年から1913年の間は副会長を務めた。ベルリン分離派が分裂すると友人のハインリッヒ・ツィレとともに、「自由分離派（Freie Secession）」移った。ベルリン彫刻家協会(Bildhauervereinigung Berlin)の初代会長にも選ばれた。1928年アムステルダムオリンピックの芸術競技の彫塑部門にも参加した。
ナチスが権力を握った後、1933年11月に帝国文化院の評議員に選ばれた。1933年11月にアドルフ・ヒトラーへの忠誠宣言に署名した。1933年から亡くなるまで、プロイセン芸術アカデミーの会長代理を務めた。
1934年にベルリンで亡くなった。

## 作品

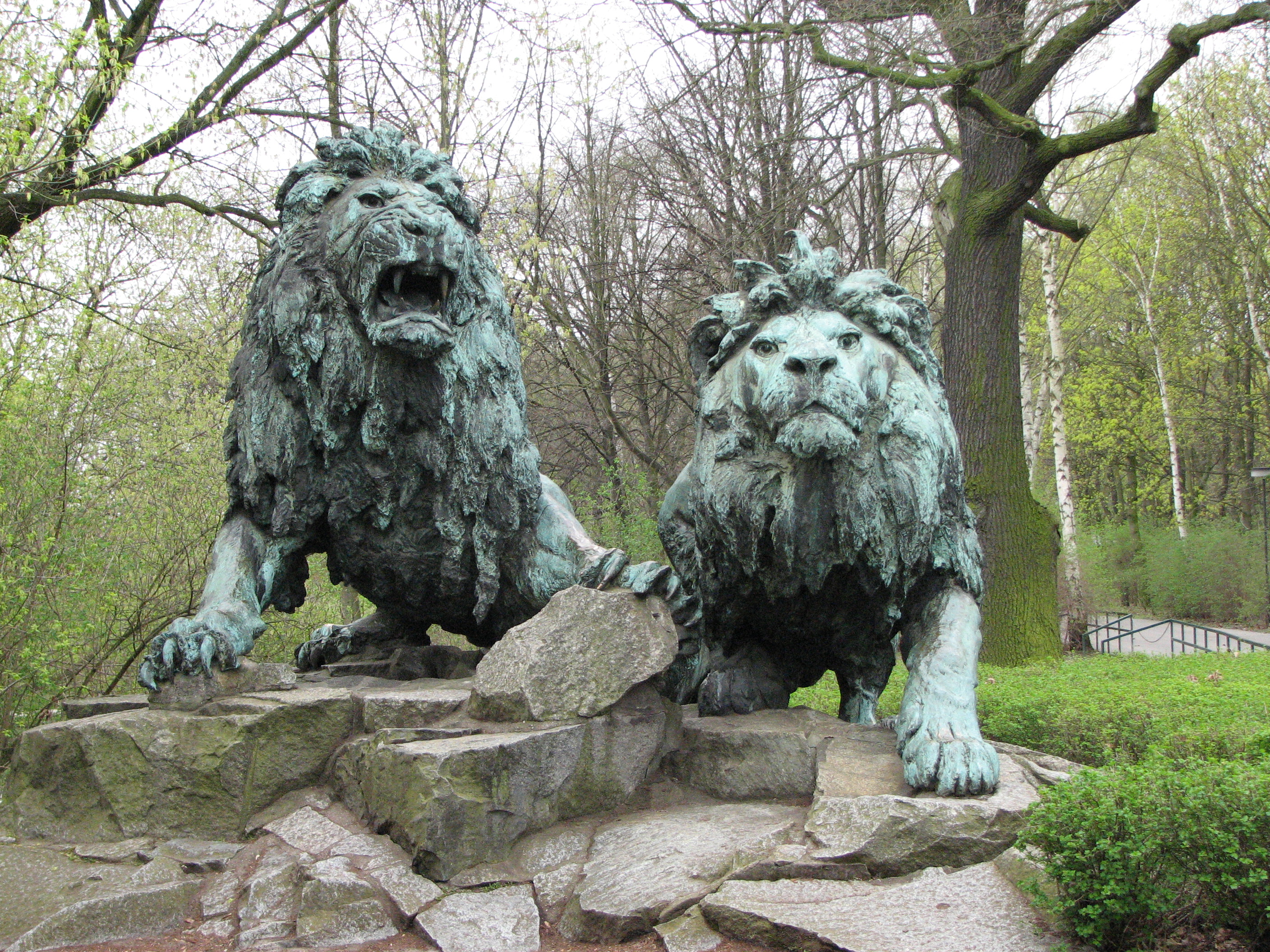
ベルリン動物園のアウグスト・ガウルと共作のライオン像
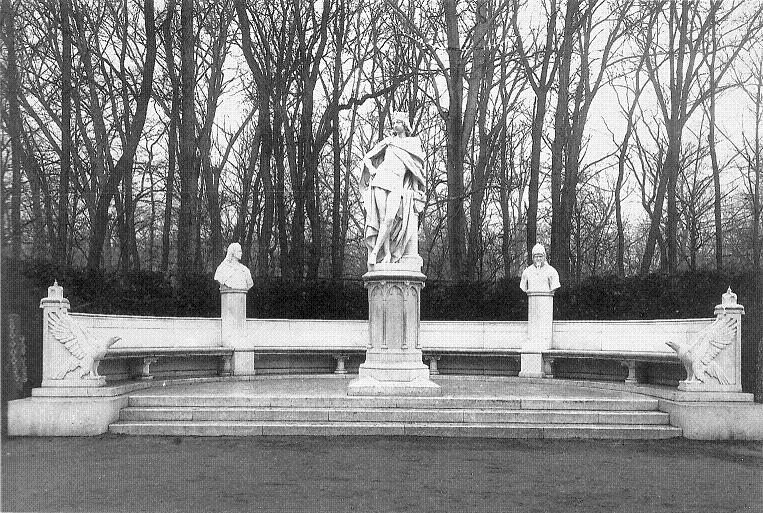
ベルリン、戦勝記念大道路のハインリヒ2世 (ブランデンブルク辺境伯)のモニュメント(1900)
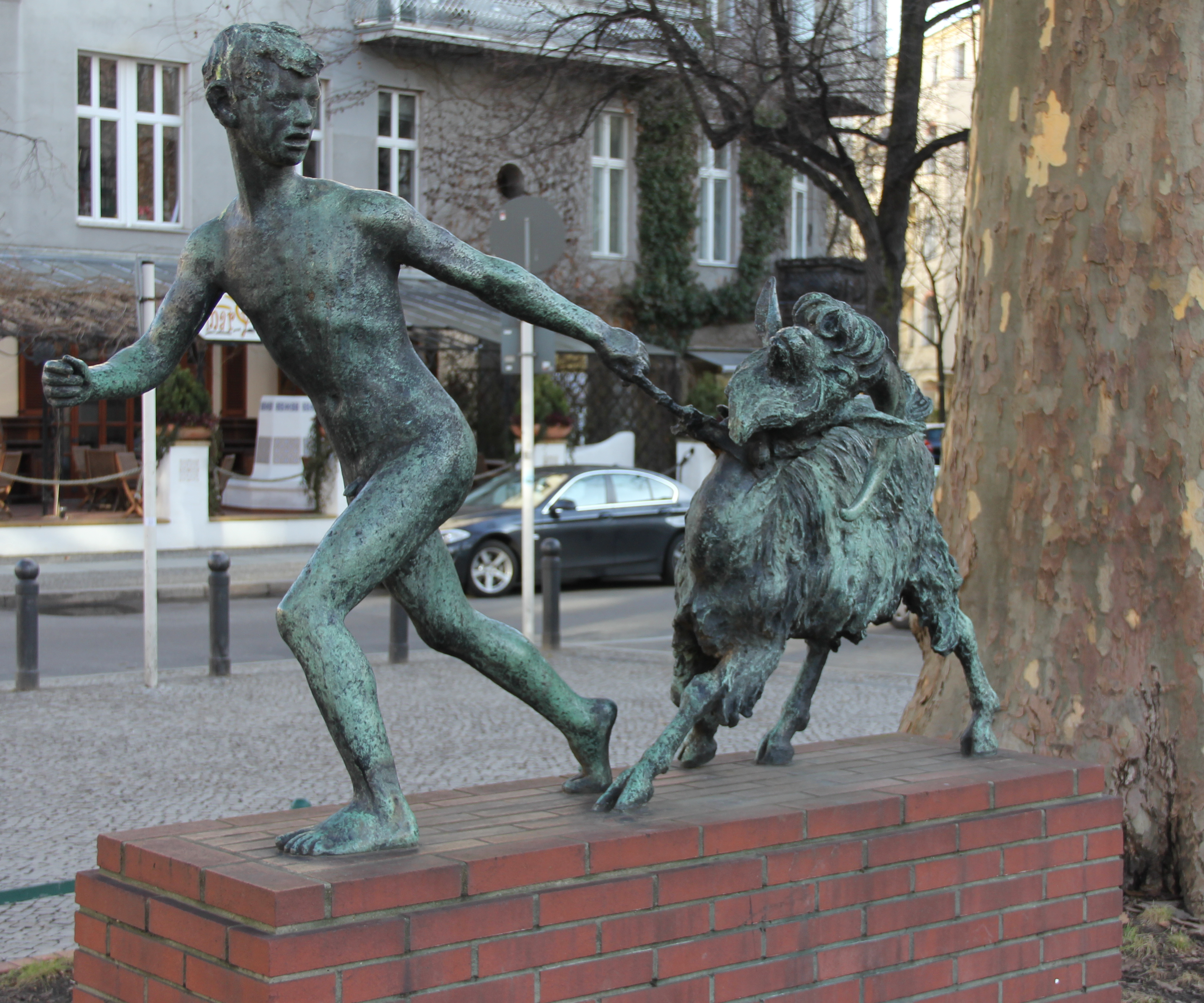
「山羊と少年」(1830) ベルリン、Savignyplatz